# Função transcendente
Uma função transcendente (em inglês: transcendental) é uma função a qual não satisfaz uma equação polinomial cujos coeficientes são eles próprios polinomiais. Em outras palavras, uma função é dita transcendente quando ela não pode ser expressa por uma combinação finita de operações algébricas. Por exemplo, a função exponencial é transcendente, pois ela é expressa por uma combinação infinita de potências da variável independente que a expressa.
Uma função de uma variável é transcendente se ela é algebricamente independente desta variável.

## Funções transcendentais e algébricas
Para mais detalhes, ver função elementar.
A função logarítmica e a função exponencial são exemplos de funções transcendentes. Função transcendental é um termo frequentemente usado para descrever as funções trigonométricas, como por exemplo, seno, co-seno, tangente, cotangente e secante e cossecante.
Uma função que não é transcendente é dita ser algébrica. Exemplos de funções algébricas são funções racionais e a função raiz quadrada.
A operação de tomada da integral indefinida de uma função algébrica é uma fonte de funções transcendentais. Por exemplo, a função logaritmo origina-se da função recíproca em um esforço de encontrar-se a área de um setor hiperbólico. Então o ângulo hiperbólico e as funções hiperbólicas sinh, cosh, e tanh são todas transcendentais.
Em álgebra diferencial estuda-se como a integração frequentemente cria funções algebricamente independentes de algumas classes tomadas como 'padrão', tais como quando toma-se polinômios com funções trigonométricas como variáveis.

## Análise dimensional
Em análise dimensional, funções transcendentais são notáveis porque elas fazem sentido quando seu argumento é adimensional. Por causa disto, funções transcendentais podem ser fonte certa de erros dimensionais. Por exemplo, log(10 m) é uma expressão sem sentido. Poderia se tentar aplicar a identidade logarítmica para ter-se log(10) + log(m), a qual traz luz ao problema: aplicando-se uma operação não algébrica a uma dimensão não cria-se resultados significativos .

## Alguns exemplos
Todas as seguintes funções são transcendentais: exceto para alguns poucos casos, não é geralmente possível relacionar o valor, f(x), de qualquer destas funções a sua entrada x por um número finito de operações algébricas.
{\displaystyle f_{1}(x)=x^{\pi }\ }
{\displaystyle f_{2}(x)=c^{x},\ c\neq 0,1}
{\displaystyle f_{3}(x)=x^{x}\ }
{\displaystyle f_{4}(x)=x^{({\frac {1}{x}})}\ }
{\displaystyle f_{5}(x)=\log _{c}x,\ c\neq 0,1}